# Малый Порывай
Малый Порывай — река в России, протекает в Омутнинском районе Кировской области. Устье реки находится в 9 км по левому берегу реки Большой Порывай. Длина реки составляет 10 км.
Исток реки на Верхнекамской возвышенности в 7 км к юго-востоку от посёлка Васильевский (Омутнинское городское поселение) и в 23 км к юго-западу от города Омутнинск. Течёт на восток и юго-восток по ненаселённому лесу. Впадает в Большой Порывай в 19 км к юго-западу от Омутнинска.

## Данные водного реестра
По данным государственного водного реестра России относится к Камскому бассейновому округу, водохозяйственный участок реки — Вятка от истока до города Киров, без реки Чепца, речной подбассейн реки — Вятка. Речной бассейн реки — Кама.
По данным геоинформационной системы водохозяйственного районирования территории РФ, подготовленной Федеральным агентством водных ресурсов:
- Код водного объекта в государственном водном реестре — 10010300212111100029850
- Код по гидрологической изученности (ГИ) — 111102985
- Код бассейна — 10.01.03.002
- Номер тома по ГИ — 11
- Выпуск по ГИ — 1